# Notoscopelus bolini
Notoscopelus bolini es una especie de pez del género Notoscopelus.

## Descripción
Esta especie puede distinguirse de los otros miembros del género por el hecho de que los machos adultos no cuentan con una glándula luminosa en la parte superior del pedúnculo caudal. El tamaño máximo de este pez en el Atlántico es de aproximadamente 102 mm (4,0 pulgadas), aunque los ejemplares del Mediterráneo son más pequeños, generalmente con una longitud máxima de 87 mm (3,4 pulgadas).

## Distribución
Se distribuye por el océano Atlántico y el mar Mediterráneo. Su área de distribución se extiende hasta la parte norte del Atlántico, sin embargo, frecuenta algunas partes de las islas Canarias y la costa de Mauritania. También habita en las partes profundas del este y el oeste del Mediterráneo. Es una especie marina pelágica y oceanódroma cuyo rango de profundidad es básicamente 45-50 m, aunque lleva a cabo una migración diaria y durante el día puede sumergirse alrededor de los 1000 m (3300 pies), pero se eleva en la noche hasta unos 125 m (400 pies).